# Егерь (фильм, 1959)
«Егерь» — советский короткометражный чёрно-белый телефильм 1959 года режиссёра Германа Ливанова. По одноимённому рассказу А. П. Чехова.

## В ролях
- Василий Леонов — Егор
- Ольга Харькова — Пелагея

## О фильме
Съёмки велись целиком на натуре, под Рузой.
Это первый художественный фильм Центральной студии телевидения — только что созданного Отдела производства фильмов, для получения разрешения на съёмку Герман Ливанов, будучи неплохим художником, раскадровал весь фильм, нарисовав все картинки. Разрешение было дано, и фильм снимался с хорошим техническим оборудованием. Работа была признана успешной и режиссёру с оператором было дано добро на следующий фильм — «Драма» — тоже экранизацию рассказа Чехова. Фильм «Егерь» был показан на телевидении в январе 1960 года.